# ريتشارد فاولر (كاتب)
ريتشارد فاولر (بالإنجليزية: Richard Fuller)‏ هو كاتب أمريكي، ولد في 22 أبريل 1804 في بيافورت في الولايات المتحدة، وتوفي في 20 أكتوبر 1876.